# 意大利图书馆联合目录中央研究所
意大利图书馆与书目联合目录中央研究所（義大利語：Istituto centrale per il catalogo unico delle biblioteche italiane e per le informazioni bibliografiche，缩写ICCU）是一个意大利的政府机构，它在1975年被创建，以取代1951年为建立一个全国所有图书馆的单一目录而建立的国家单一目录中心（Centro nazionale per il catalogo unico）。
该研究所目前管理一个被称为国家图书馆服务（英語：National Library Service，简称SBN）的信息及通信技术网络。